# 为人民服务

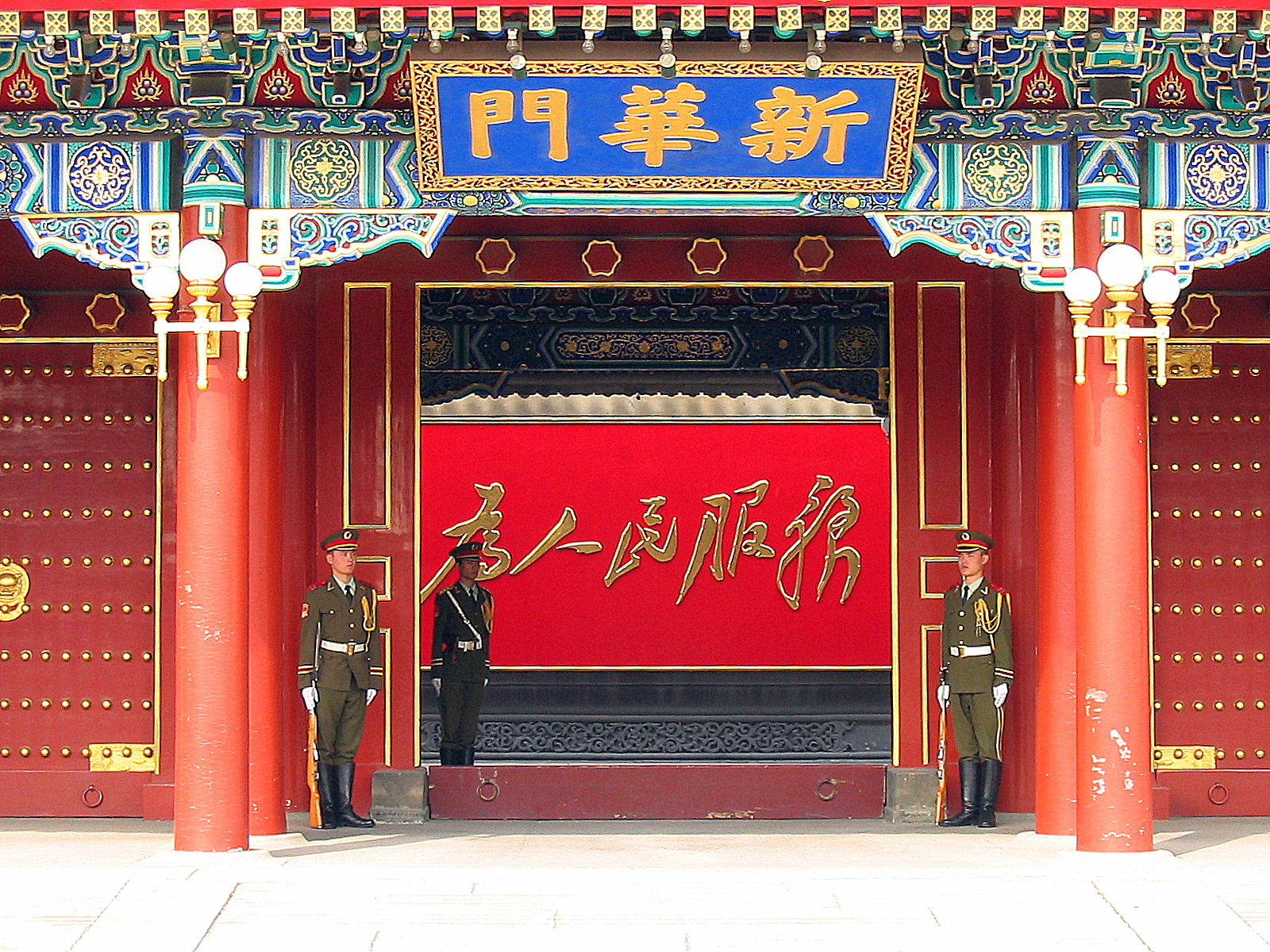
中南海新华门影壁上的“为人民服务”标语，这亦是中国大陆各级党政机关的常见标语。

为人民服务，是由中国共产党中央政治局主席兼中央书记处主席毛泽东于1944年9月8日所提出的一个口号，意指“為人民的利益而工作的思想和行為”。该口号被當作共产主义道德的基本特徵和規範之一，中華人民共和國政府将这句口号作为政府的宗旨。同时，“为人民服务”也被作为中国共产党党员和中华人民共和国国家机关及其工作人員的法定義務。

## 历史

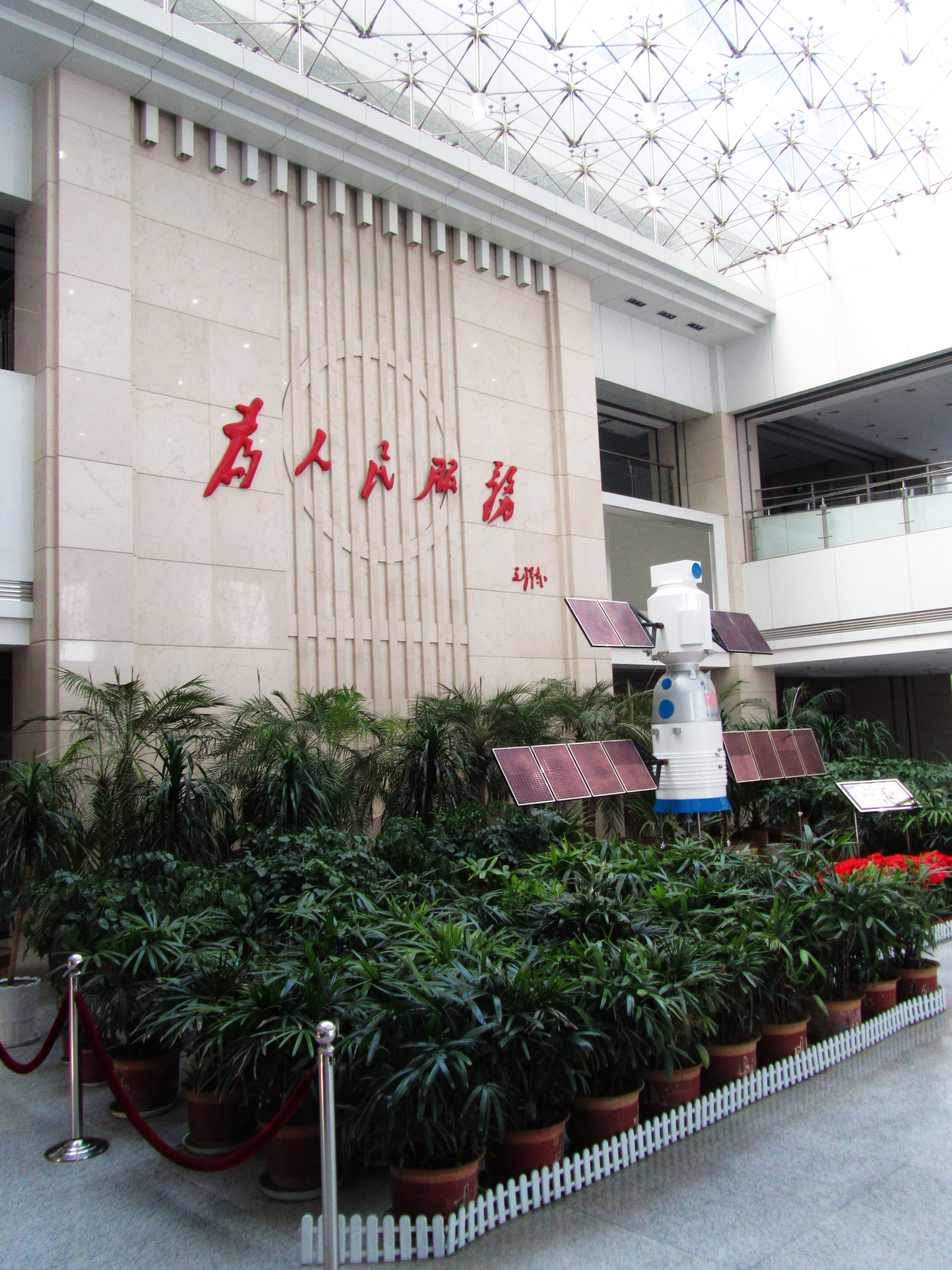
山东省滕州市人民政府大楼大厅内的“为人民服务”标语墙。

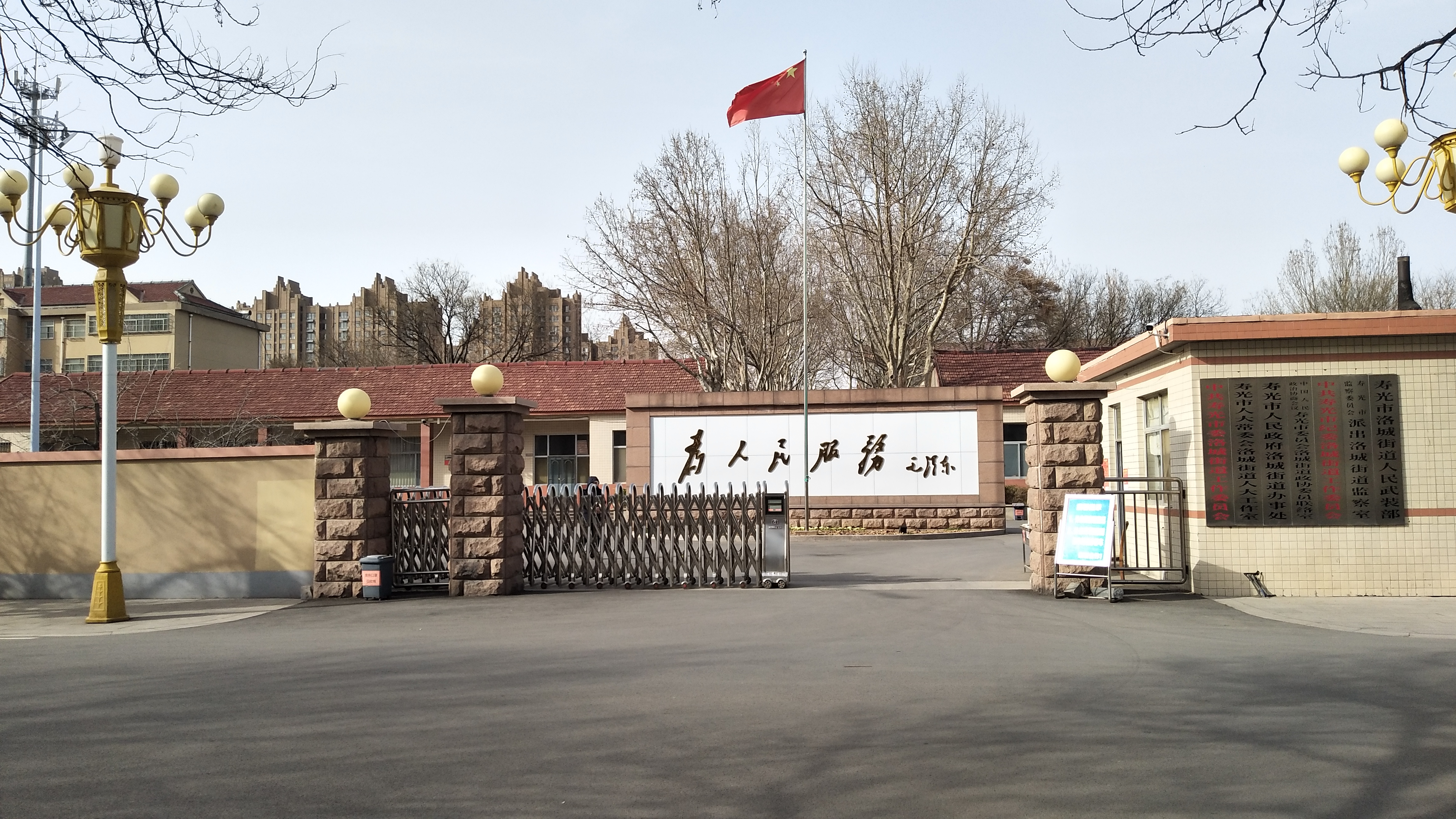
山东省寿光市洛城街道办事处大院影壁上的“为人民服务”标语。

毛泽东最早提出“为人民服务”是在1939年2月20日，在致中共中央总书记张闻天的一封信中，当谈到儒家旧道德之勇时，毛泽东指出那种“勇”只是“勇于压迫人民，勇于守卫封建制度，而不勇于为人民服务”。
1942年5月，毛泽东在延安文艺座谈会上的讲话中明确提出了文艺应该为人民服务的思想：“对于过去时代的文艺形式，我们也并不拒绝利用，但这些旧形式到了我们手里，给了改造，加进了新内容，也就变成革命的为人民服务的东西了。”
1944年夏天，八路军战士张思德在陕甘宁边区安塞县烧炭，由于烧炭的窑洞塌方，被砸在窑洞中身亡。9月8日下午，中共中央直属机关为张思德举行追悼大会，中央政治局主席毛泽东发表了《为人民服务》的著名讲话，高度赞扬张思德“为人民服务”的精神，指出了张思德为人民利益而死重于泰山。
|                                          | 为人民利益而死，就比泰山还重；替法西斯卖力，替剥削人民和压迫人民的人去死，就比鸿毛还轻。……因为我们是为人民服务的，所以，我们如果有缺点，就不怕别人批评指出。 |
| ——毛泽东：《为人民服务》（1944年9月8日） | |

这篇讲话后来成为“老三篇”之一。“为人民服务”和“毫不利己、专门利人”、“奋斗精神”是毛泽东提倡的共产党员三种精神。
1945年4月，毛泽东在中国共产党第七次全国代表大会上致开幕词，告诫全党：“我们应该谦虚，谨慎，戒骄，戒躁，全心全意地为中国人民服务。”在中共七大政治报告中，毛泽东强调：“全心全意地为人民服务，一刻也不脱离群众；一切从人民的利益出发，而不是从个人或小集团的利益出发；向人民负责和向党的领导机关负责的一致性。这些就是我们的出发点。”中共七大正式把“为人民服务”的思想写进党章，第一次明确了“全心全意为人民服务”是中国共产党的根本宗旨。
1957年毛泽东针对有些干部“全心全意为人民服务的精神少了”的状况，强调:“共产党就是要奋斗，就是要全心全意为人民服务，不要半心半意或者三分之二的心三分之二的意为人民服务。”1959年毛泽东在一个批语中指出:“我希望同志们勉为其难，为党担负这些担子，为人民艰苦地服务。”
毛泽东多次题字“为人民服务”：
- 1944年11月15日，毛泽东为邹韬奋逝世题写挽词“热爱人民，真诚地为人民服务，鞠躬尽瘁，死而后已，这就是邹韬奋先生的精神，这就是他之所以感动人的地方”。[9][10]
- 1944年冬，毛泽东为党内刊物《书报简讯》题词“书报简讯办得很好，希望继续努力，为党即是为人民服务”。
- 1945年5月1日毛泽东为八路军第一二〇师第三五九旅第七一九团烈士纪念碑题词“热爱人民，真诚地为人民服务，鞠躬尽瘁，死而后已”。
- 1945年9月20日毛泽东为重庆《大公报》报馆职工题写了“为人民服务”。
- 1949年11月27日中央军委工程学校（简称军委工校）请毛泽东题词。毛泽东题写了“全心全意为人民服务”九个字。
- 1950年初毛泽东出访苏联期间接见在苏联学习的革命烈士后代。烈士郭亮之子郭志成请毛泽东题词。毛泽东写下了“为人民服务”。
- 1950年7月毛泽东卫士长李银桥到中直机关干部文化补习学校学习，临行前毛泽东在李银桥的笔记本第一页上题写了“努力学习，学好后再做工作，为人民服务”。
- 1960年冬毛泽东为曾在自己身边做过保卫工作的辽宁公安干部杨颖题写了“实事求是，努力为人民服务”。
- 1964年毛泽东为人民大会堂工作人员题词“勤学苦练，为人民服务”。
- 1965年5月毛泽东为湖南省委接待处工作人员郭国群题词“加强学习，力求进步，好好为人民服务”。
- 1965年7月毛泽东为人民大会堂工作人员高殿英题词“好好学习，努力为人民服务”。
- 1965年8月毛泽东为庐山疗养院钟学坤题词“学习白求恩，学习雷锋，为人民服务”。
- 1965年9月15日毛泽东为庆祝人民广播事业创建20周年题词“为全中国人民和全世界人民服务”。

## 影响

### 中国政治

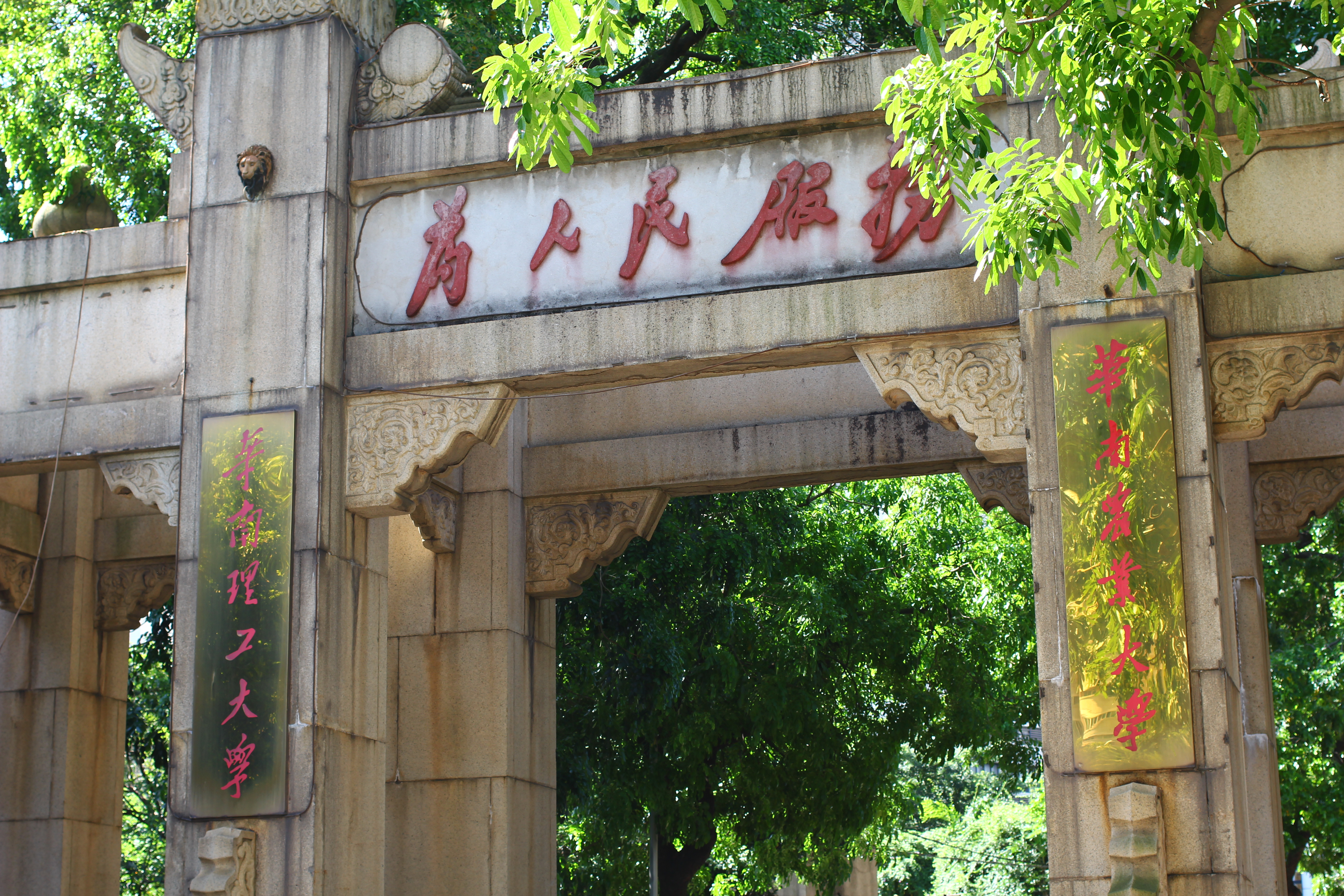
中山大学石牌旧址建筑上首任校長鄒魯題寫的「國立中山大學」字样在“文革”时遭水泥覆盖，改悬毛泽东题写的「為人民服務」字样。2014年初，覆盖的水泥被清除，牌坊被修复至原样。

中华人民共和国成立后，在中共中央机关所在地北京中南海，其正门新华门内的影壁上有毛泽东手书“為人民服務”。叶剑英、杨尚昆、姚依林等党和国家领导人为雷锋题词的内容都包括“全心全意为人民服务”。
文化大革命期间，在几乎全中国的人都要佩戴毛主席像章的时候，惟国务院总理周恩来一直在胸前佩戴毛主席语录“为人民服务”横条徽章。
中国人民解放军阅兵时的正式口号也包括“为人民服务”。

### 流行文化
1998年，台湾政治喜剧电影《为人民服务》嘲笑台湾的選舉文化和政治環境，导演李巨源、馮光遠，演员于美人、李明依、馮光遠、郎祖筠、賈靜雯等。
2002年，在香港电影《无间道》中，出现了身穿有“为人民服务”字样衣服的搬运工人（约在第35分钟左右短暂登场）。2004年12月，香港歌手组达明一派在红磡体育馆举办“为人民服务”演唱会。
一些厂家有时会利用、改动这种为人熟悉的口号做市场宣传，比如2007年6月江苏南京有公共汽车内广告牌上出现“为烟民服务”的戒烟广告。

### 其他

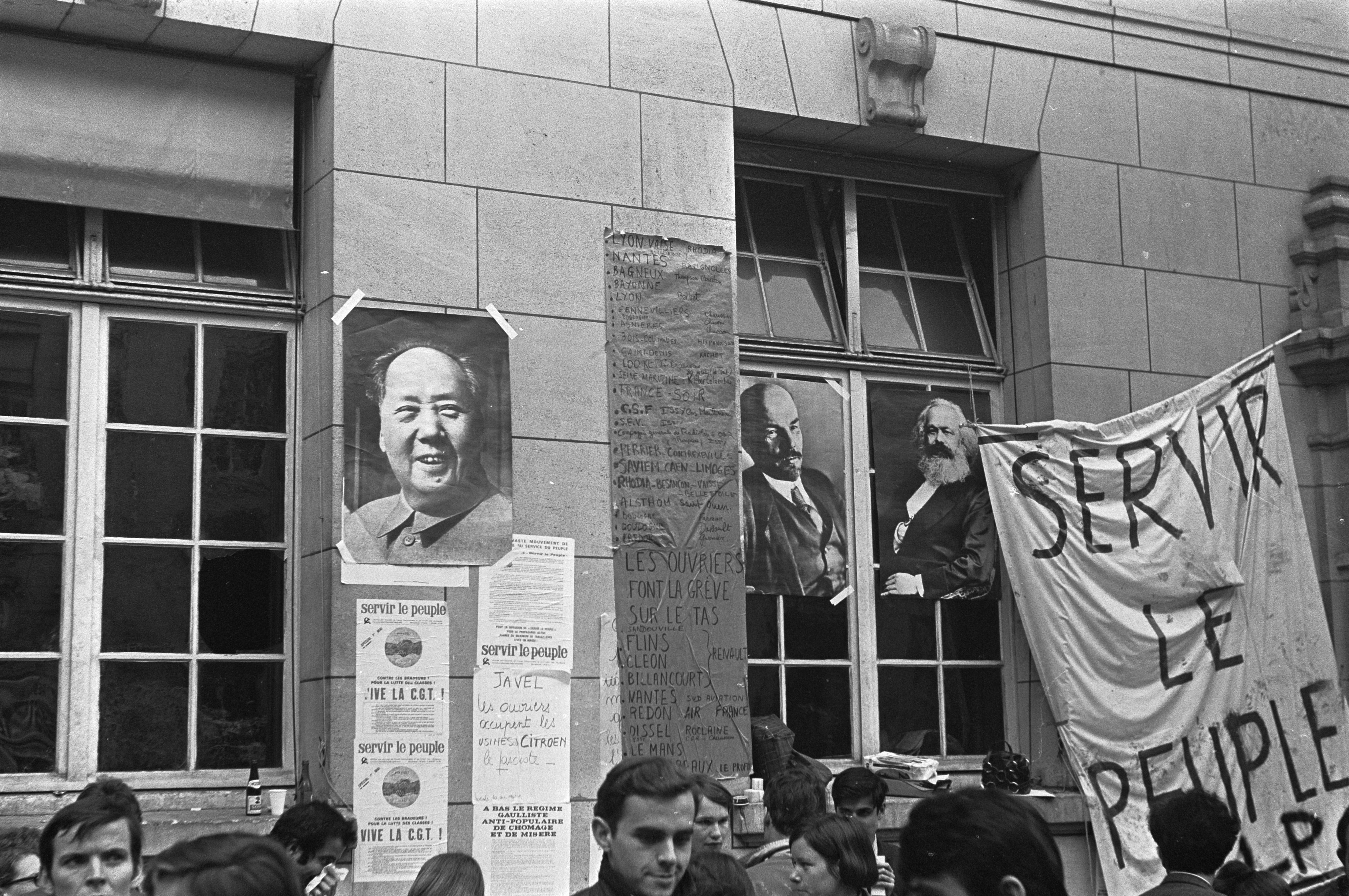
法国五月风暴期间，有抗议者在巴黎街头打出标语“为人民服务”（Servir le peuple）

在42°32′33.95″N 94°19′36.80″E / 42.5427639°N 94.3268889°E的新疆戈壁中，有长300米、宽50米的标语“为人民服务”，是文革期间空军第八航空学校（驻哈密市）的柳树泉初级教练机场站（训练团）制作的初教机导航用的地标。
2020年中華民國總統選舉，民主進步黨候選人蔡英文競選連任辦公室公布以「為人民服務」為標題的副總統陳建仁獨白影片，引發爭議。

## 争议
2007年美国好莱坞影星卡梅隆·迪亚兹在中国宣传《怪物史莱克3》时购买了一个印有毛澤東「為人民服務」的書包，並帶著走訪秘魯共和國，引發曾被秘鲁共产党（光明之路）迫害的當地百姓憤怒，她為此發表道歉啟事「並不知道它上面的文字具有潛在殺傷力」。